# Frank Towen
Frank Towen, vlastním jménem František Novotný (27. října 1912, Praha – 27. prosince 1991, Praha) byl tanečník, choreograf a taneční pedagog.

## Život a dílo

### Studium
Studoval na obchodní akademii a začal studia i na Vysoké škole obchodní, řadu let působil jako magistrátní úředník. Základy baletu si osvojoval u Remislava Remislavského a Marty Aubrechtové, u níž začal se studiem tap dance, později u ní působil i jako její odborný asistent. V tap dance se zdokonaloval u amerického stepaře Boba Parkera, který hostoval v pražské Alhambře. Další poznatky získával především z amerických hudebních filmů, především filmů s Fredem Astairem a Ginger Rogersovou, později studoval výrazový tanec u Haralda Kreutzberga.

### Taneční činnost před válkou
Ve 30. letech se ještě pod svým občanským jménem věnoval společenskému tanci, kde spolu se svou ženou Annou Romlerovou patřil k evropské špičce v tomto oboru. Tehdy získali asi čtyřicet různých ocenění a pohárů v různých domácích i zahraničních tanečních soutěžích. V pražském amatérském tanečním klubu pak pracoval i jako trenér celou řadu dalších let, vychoval zde celou řadu pozdějších špičkových tanečníků. Na dráhu profesionálního tanečníka vstoupil v době okupace kdy začal pracovat v divadle v tehdy německé Vratislavi (Breslau).

### Umělecká činnost po válce
Po osvobození se stal členem tanečního souboru Karlínského hudebního divadla, působil i v hudebním divadle v Nuslích (Divadlo na Fidlovačce). Poté přesídlil do pražské Alhambry, kde působil jako šéf zdejšího baletu. Kromě toho také vystupoval ve Varieté Praga, v Lucerně, jezdil s estrádními a varietními programy po celé československé republice. V padesátých letech se stal také řádným zaměstnancem HAÚ, což byla Hudební artistická ústředna, jež měla na starosti, mimo jiné, profesionální přípravu všech profesionálních artistů pro tehdejší cirkusy a varieté, jeho spolupráce s artisty pak trvala prakticky až do konce jeho života. Krátkodobě a příležitostně působil jako choreograf a taneční poradce v celé řadě slovenských a českých divadel jakož i v různých tanečních souborech. V 50. letech ho postihl dvouletý zákaz činnosti, v té době pravidelně vystupoval s různými tanečními orchestry, jeho taneční partnerkou v té době bývala americká tanečnice Jacquelin Ward. Na přelomu 50. a 60. let vystupoval také s různými jazzovými a revialistickými hudebními uskupeními. Kromě toho také pracoval jako poradce a choreograf pro československý film a televizi. Byl tanečním choreografem a tanečním pedagogem v Polské televizi, dále též pomáhal s choreografiemi v NDR při přípravě programů berlínského zábavního a revuálního pořadu Ein Kessel Buntes, které posléze vysílala pravidelně i Československá televize. Doma v Československu pracoval jako choreograf, hudební scenárista (např. pro Alhambru či pro Lucerna bar a další). Se svojí taneční skupinou také vystupoval v Rumunsku a ve Vídni.
Jako pohybový poradce také pracoval při přípravě módních přehlídek. Nadále spolupracoval s kluby společenského tance např. v Bratislavě, zasedal v porotách různých mezinárodních soutěží společenského tance a tap dance. O tanci také často přednášel i psal do odborných publikací, novin a časopisů.

### Pedagogická činnost
Za nejcennější přínos pro československý tanec je považována především jeho činnost pedagogická a trenérská, zejména práce pro HAÚ a činnost při veřejných kurzech, které vedl bezmála dvě desítky let v pražských Kobylisích (kurzy jazz dance, tap dance a příprava na dětskou akrobatiku). Zde vychoval celou řadu pozdějších tanečníků i tanečních pedagogů. Dával i soukromé hodiny tance různým umělcům z oblasti show-bussinesu, hodiny u něj brali např. populární zpěváci Karel Gott, Jiří Korn, Josef Laufer, Václav Neckář, Helena Vondráčková, skupina Jezinky a Kamelie a mnozí jiní další.
Hlavním jeho vkladem do moderní taneční metodiky byl smysl zejména pro jazz a s ním spojené umělecké dění ať už na poli hudebním či tanečním nebo i mimo něj.
Svoji bohatou a pestrou uměleckou dráhu ukončil roku 1988 ze zdravotních důvodů.